# KCNM (AM)
KCNM（1080 AM）是位于北马里亚纳群岛的一个电台，主要播放讲座类节目，是福斯广播公司的一个子公司，由跨岛通信开办。发射台位于塞班岛，可覆盖整个北马里亚纳群岛，在1984年9月1日开播。在美国联邦通信委员会登记呼号为KCNM。